# 11463 Petrpokorny
A 11463 Petrpokorny (ideiglenes jelöléssel (11463) 1981 EN24) a Naprendszer kisbolygóövében található aszteroida. Schelte J. Bus fedezte fel 1981. március 2-án.

## Kapcsolódó szócikk
- Kisbolygók listája (11001–11500)